# La Chapelle-aux-Naux
La Chapelle-aux-Naux is een gemeente in het Franse departement Indre-et-Loire (regio Centre-Val de Loire) en telt 496 inwoners (1999). De plaats maakt deel uit van het arrondissement Chinon.

## Geografie
De oppervlakte van La Chapelle-aux-Naux bedraagt 5,3 km², de bevolkingsdichtheid is 93,6 inwoners per km².
De onderstaande kaart toont de ligging van La Chapelle-aux-Naux met de belangrijkste infrastructuur en aangrenzende gemeenten.

## Demografie
Onderstaande figuur toont het verloop van het inwonertal (bron: INSEE-tellingen).